# La vestale

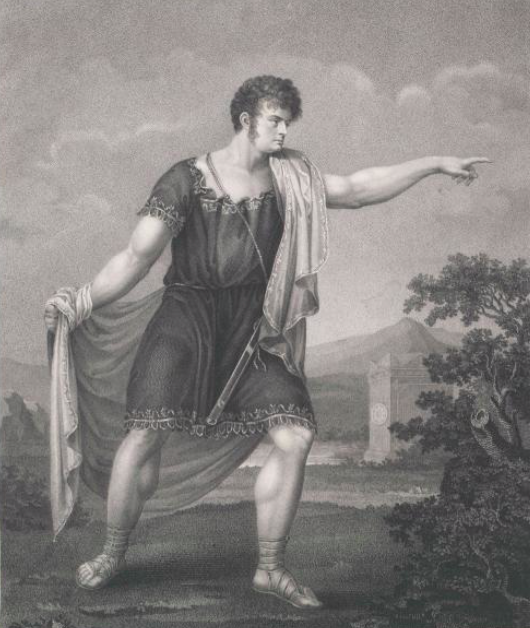
Giuseppe Siboni als Licinius (Wien 1812)

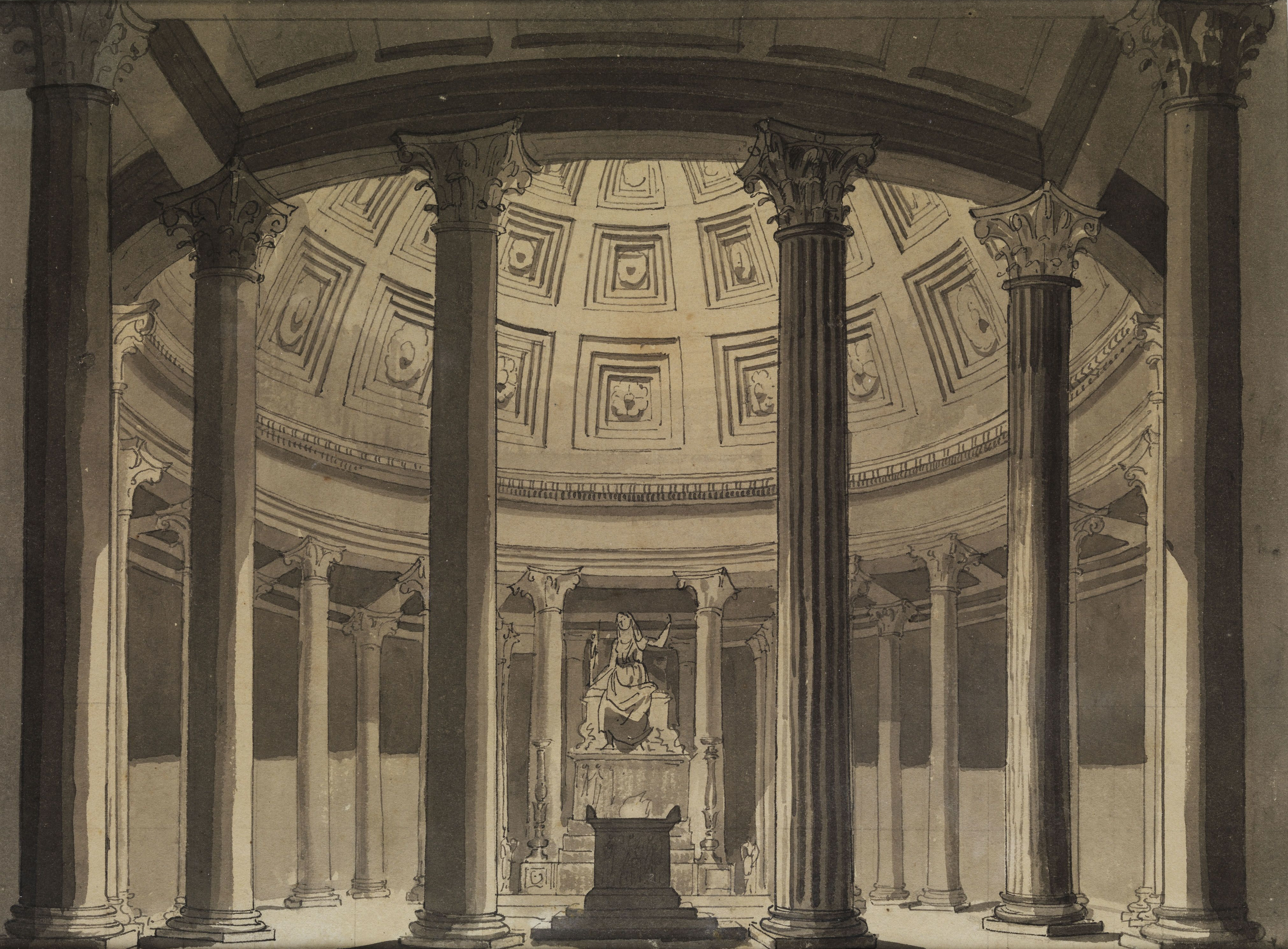
K. F. Schinkel: Tempel der Vesta (Berlin, um 1818)

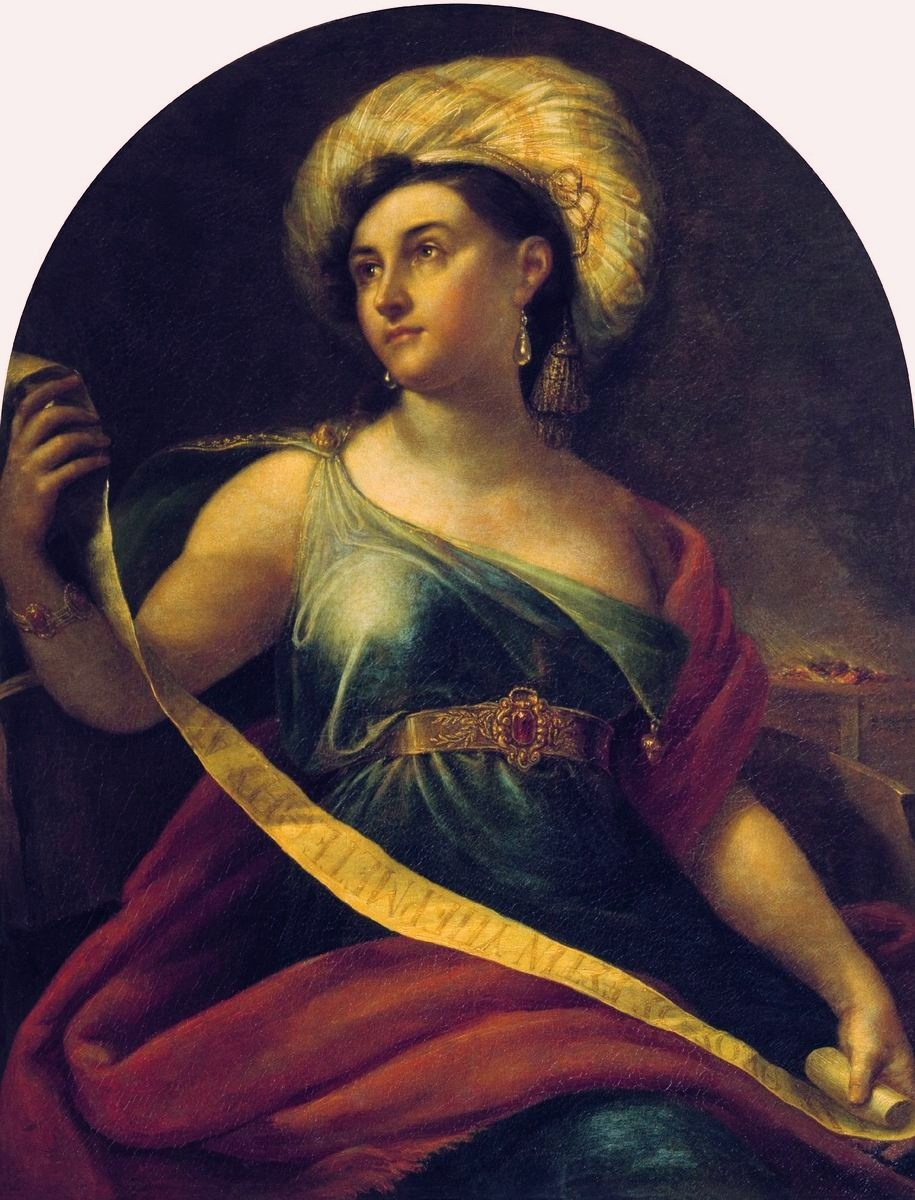
Nimfodora Semenova in La Vestale, 1828

La vestale (Die Vestalin) ist eine Oper (Originalbezeichnung: „tragédie lyrique“) in drei Akten von Gaspare Spontini mit einem Libretto von Victor-Joseph Étienne de Jouy.

## Handlung

### Erster Akt
Nach einem siegreichen Feldzug zurück in Rom, findet Licinius seine Geliebte Julia als Priesterin der Vesta. Obwohl Julia vermeiden will, an Licinius’ Siegesfeier teilzunehmen, wird sie delegiert, ihn mit einem Kranz zu krönen. Er verspricht, sie zu entführen und zurückzufordern.

### Zweiter Akt
Im Tempel der Vesta bewacht Julia die ewige Flamme und betet, von allen Versuchungen befreit zu werden. Licinius kommt herbei und sie versöhnen sich leidenschaftlich. Da erlischt die Flamme. Cinna rät Licinius zu fliehen. Julia wird durch den Pontifex maximus verhört, weigert sich jedoch, ihren Geliebten Licinius zu offenbaren. Wegen angeblicher Zügellosigkeit wird sie zum Tode verurteilt.

### Dritter Akt
Trotz der Bitten des Licinius, mit Julia gemeinsam lebendig begraben zu werden, die er dadurch bekräftigt, dass er der Eindringling in den Tempel war, behauptet Julia ihn nicht zu erkennen. Ein Gewitter folgt, während der Blitz die heilige Flamme erneut entzündet. Dies wird als ein Zeichen der Götter gedeutet, so dass der Pontifex maximus und die Vestalinnen sich entschließen, ihre Zustimmung dazu zu geben, dass Julia Licinius heiraten kann.

## Entstehungs- und Aufführungsgeschichte
Spontini stellte die Partitur im Sommer 1805 fertig, musste zunächst aber gegen Intrigen rivalisierender Komponisten-Kollegen und führender Mitglieder der Opéra kämpfen. Die Premiere wurde durch Spontinis Gönnerin, die Kaiserin Joséphine, ermöglicht. Am 15. Dezember 1807 wurde La vestale an der Pariser Académie impériale de Musique uraufgeführt. Dabei sangen Étienne Lainez (Licinius), François Lays (Cinna), Henri Étienne Dérivis (Pontifex maximus), Duparc (Anführer der Wahrsager), Caroline Branchu (Julia) und Marie-Thérèse Maillard (Hohepriesterin). Spontini überreichte der Kaiserin als Dank für ihre Unterstützung eine Partitur.
 La vestale im 19. Jahrhundert
Die Oper war ein großer Erfolg und erlebte bis 1830 allein in Paris mehr als 200 Aufführungen, die Spontini enormen finanziellen Gewinn brachten. Bald verbreitete sich Spontinis Ansehen auch im Ausland. Noch 1810 wurde sie in Brüssel und (auf Deutsch) in Wien (EA am 7. November 1810, Obervestalin: Katharina Buchwieser, Licinius: Giuseppe Siboni, Cinna: Johann Michael Vogl, Julia: Therese Fischer), 1811 in Berlin, 1812 in München und anschließend im ganzen europäischen Raum sehr erfolgreich gegeben. Zahlreiche Rezensionen schwärmten von der Beliebtheit der Oper, nur in Prag schien sie wegen eines unfähigen Dirigenten wenig Ruhm eingeheimst zu haben. Ein Klavierauszug wurde im März 1811 in Dresden veröffentlicht, gefolgt von weiteren Fassungen (Ouvertüre, Duett etc.). In Italien erschien La vestale zunächst 1811 in Neapel (übersetzt von Giovanni Schmidt) und hatte entscheidenden Einfluss auf die Entwicklung der neueren Opera seria. 1844 leitete Richard Wagner eine Einstudierung in Dresden mit Spontini als Dirigenten, dem vom begeisterten Publikum Kränze zugeworfen wurden.
Bereits einen Monat nach der Uraufführung in Paris gelangte mit La marchande des modes (Die Modehändlerin) eine erste Parodie der Oper am Théâtre du Vaudeville auf die Bühne, gefolgt von einer weiteren, Cadet Buteux à l’opéra de la Vestale von Marc-Antoine Madeleine Désaugiers.
Der Erfolg der Oper inspirierte Carl Guhr zu einer eigenen Version (UA 1814) am Hoftheater Kassel. Saverio Mercadantes Oper La vestale wurde 1840 am Teatro San Carlo in Neapel uraufgeführt und im selben Jahr in Berlin unter Anwesenheit Spontinis, der dort als einer von drei Generalmusikdirektoren arbeitete, als Gastspiel auf Italienisch gegeben. Weitere Aufführungen erfolgten in Rom unter geänderten Titeln: Emilia (1842) und San Camillo (1851).
 La vestale im 20. Jahrhundert
La vestale verschwand im Gegensatz zu den anderen Opern Spontinis nie völlig von den Bühnen, sondern wurde in regelmäßiger Folge in Europa und Amerika gespielt. 1926 nahm Rosa Ponselle die Arien „Tu che invoco“ und „O nume tutelar“ erstmals im Tonstudio auf und Maria Callas spielte dieselben Arien 1955 erneut ein, nachdem sie ein Jahr zuvor bereits die Titelpartie in der bekanntesten modernen Produktion übernommen hatte: Mit der Callas wurde La vestale im Dezember 1954 zur Saisoneröffnung der Mailänder Scala unter der Regie von Luchino Visconti zum Jubiläum von Spontinis 180. Geburtsjahr herausgebracht. Diese Aufführung war zugleich das Scala-Debüt des Tenors Franco Corelli. 1969 reanimierte der Dirigent Fernando Previtali die Oper mit der Sopranistin Leyla Gencer und dem Bariton Renato Bruson (von dieser Aufführung ist eine inoffizielle Aufnahme in Umlauf). Sony brachte einen Mitschnitt einer Aufnahme in der Mailänder Scala im Dezember 1993 unter Riccardo Muti heraus.
La vestale im 21. Jahrhundert
Im Jahr 2015 stellte Jérémie Rhorer das Werk erneut an der Pariser Oper vor, gespielt auf historischen Instrumenten. In der Spielzeit 2019/2020 wurde die Oper am Theater an der Wien aufgeführt, dirigiert von Bertrand de Billy, inszeniert von Johannes Erath. Im Herbst 2023 erfolgte eine semi-konzertante Produktion des Teatro Grattacielo mit Aufführungen in New York City und Thessaloniki, Anlass war der 100. Geburtstag von Maria Callas.

## Berühmte Nummern
- Ouvertüre
- Tanz und Marsch (Akt I)
- Feu créateur, Chor der Priesterinnen (Akt II)
- Toi que j'implore, Julia (Akt II)
- Impitoyables Dieux, Julia (Akt II)
- Non, non je vis encore, Licinius (Akt III)
- Ce n'est plus le temps d'écouter, Duett zwischen Licinius und Cinna (Akt III)
- Chor und Trauermarsch: Périsse la Vestale
- Toi que je laisse sur la terre, Julia (Akt III)

## Diskographie (Auswahl)
- 1954: Antonino Votto (Dirigent), Orchester und Chor des Teatro alla Scala, Maria Callas (Giulia), Franco Corelli (Licinio), Enzo Sordello (Cinna), Ebe Stignani (La Gran Vestale), Nicola Rossi-Lemeni (Il Sommo Sacerdote), Nicola Zaccaria (Aruspice), Vittorio Tatozzi (Un Console). Live-Aufnahme Mailand, Warner Classics.
- 1969: Fernando Previtali (Dirigent), Orchester und Chor des Teatro Massimo di Palermo, Leyla Gencer (Giulia), Robleto Merolla (Licinio), Renato Bruson (Cinna), Franca Mattiucci (La Gran Vestale), Agostino Ferrin (Il Sommo Sacerdote), Sergio Sisti (Aruspice), Enrico Campi (Un Console). Live-Aufnahme Palermo, Nuova Era.
- 1993: Riccardo Muti (Dirigent), Orchester und Chor des Teatro alla Scala, Karen Huffstodt (Giulia), Anthony Michael Moore (Licinio), J. Patrick Raftery (Cinna), Denyce Graves (La Gran Vestale), Dimitri Kavrakos (Il Sommo Sacerdote), Aldo Bramante (Aruspice), Silvestro Sammaritano (Un Console). Live-Aufnahme Mailand, Sony Classical.
- 2023: Christophe Rousset (Dirigent), Les Talens Lyriques, Flemish Radio Choir, Marina Rebeka (Julia), Stanislas de Barbeyrac (Licinius), Tassis Christoyannis (Cinna), Aude Extrémo (Le Grande Vestale), Nicolas Courjal (Le Souverain Pontife), David Witczak (Un consul/Le Chef des Aruspices). Palazetto Bru Zane BZ1051.[22]